# Sky Destroyer
Sky Destroyer (スカイデストロイヤー Sukai Desutoroiyā?) es un videojuego matamarcianos publicado por Taito en 1985 para el Sistema Arcade y luego portado al Nintendo Famicom, la versión original japonesa del Nintendo Entertainment System. 
En Sky Destroyer el jugador controla un avión monoplano japonés de la Segunda Guerra Mundial de color verde, surcando el cielo acabando con enemigos y esquivando sus ataques que provienen de cielo, mar y tierra tanto de aeroplanos, Barcos, Submarinos, Acorazados y el jefe de final de fase. El monoplano tendrá que usar todo su arsenal que incluye cañones y torpedos. En cada nueva fase cambian los ciclos del día: de mañana a tarde y noche, se divisará una isla hostil en el horizonte y el ataque de los enemigos se va haciendo más intensivo. El juego fue lanzado sólo en el mercado japonés pero fue ampliamente distribuido en el resto del mundo a través de copias piratas. La versión arcade solo fue lanzada en Japón y no era muy conocida, básicamente es la misma versión que la del Famicom pero con mejores colores y efectos gráficos. 